# Eberhard Hauff
Eberhard Hauff (* 13. März 1932 in Demmin; † 13. Oktober 2021) war ein deutscher Regisseur, Drehbuchautor, Filmproduzent und Filmfunktionär.

## Leben
Eberhard Hauff wurde als Sohn eines Regierungsdirektors geboren. Sein jüngerer Bruder ist der Regisseur und Drehbuchautor Reinhard Hauff. Er studierte nach dem Abitur Neuere Literatur, Soziologie, Theater- und Zeitungswissenschaft in München.
Hauff arbeitete in den 1960er- und 1970er-Jahren als Drehbuchautor, Regisseur und Produzent für Film und Fernsehen. 1973 war er der deutsche Jury-Vertreter bei den Internationalen Filmfestspielen Berlin. Er war Initiator des in der Münchener Kaulbachstraße befindlichen Deutschen Instituts für Film und Fernsehen (DIFF), der Vorläuferorganisation der heutigen Hochschule für Fernsehen und Film München (HFF). 1975 war Hauff Gründungsmitglied des Bundesverbands Regie (BVR), dem er 33 Jahre vorstand. In den 1970er-Jahren reorganisierten sich einzelne Berufsverbände bzw. wurden neue Berufsverbände für Filmschaffende ins Leben gerufen. Auf Initiative des Bundesverbands der Fernseh- und Filmregisseure in Deutschland, dessen geschäftsführender Vorstand er seit 1981 war, rief er als BVR-Vorstandsvorsitzender und der Vorstandsvorsitzende des Bundesverbands Kamera Jost Vacano zu einem Zusammenschluss der Berufsorganisationen von Regie, Kamera, Schnitt, Szenenbild/Kostüm, Ton und Schauspiel auf. Innerhalb der Verwertungsgesellschaft Bild-Kunst gründete er die Berufsgruppe der Filmurheber zur Wahrnehmung ihrer gesetzlichen Ansprüche aus der Kabelweitersendung, der EU-Verleih- und Vermiet-Richtlinie und der Privatkopie.
1995 schlossen sich zwölf der lose kooperierenden Berufsverbände zur Arbeitsgemeinschaft „Die Filmschaffenden“ zusammen. Nach zehn Jahren loser Kooperation schlossen sie sich zum rechtsfähigen Dachverband Die Filmschaffenden – Bundesvereinigung der Filmschaffenden-Verbände e. V. zusammen, dessen Präsident Hauff war. 1983 gründete er das Filmfest München, das er bis 2003 leitete. Er war viele Jahre Vorstandsmitglied der Spitzenorganisation der Filmwirtschaft (SPIO) sowie des Verwaltungsrats der Filmförderungsanstalt (FFA). Hauff war auch ehrenamtlich in der Geschäftsleitung der 1974 gegründeten Hamburger Multimedia Film- und Fernsehproduktion GmbH tätig und war unter anderem auch Jury-Mitglied beim DIVA – Deutscher Entertainment Preis. 1988 gründete er das Informationsbüro Film München nach dem Vorbild einer amerikanischen Filmkommission.
Am 13. Oktober 2021 verstarb Eberhard Hauff im Alter von 89 Jahren.

## Auszeichnungen
- Verdienstorden der Bundesrepublik Deutschland (Verdienstkreuz 1. Klasse; Mai 1989)[7]